# Писаренко, Дмитрий Валентинович
Дми́трий Валенти́нович Писаре́нко (16 мая 1959, Москва — 20 февраля 2021, там же) — советский и российский актёр театра и кино.

## Биография
Родился 16 мая 1959 года в Москве.
С 1974 по 1976 год участвовал в спектаклях Московского театра им. Ленинского комсомола. В 1980 году окончил Высшее театральное училище имени М. С. Щепкина. По окончании института вошёл в труппу Малого театра, где проработал до 1996 года. Далее служил в Московском Новом драматическом театре.
Снимался в кино. Созданный им образ опричника Фёдора Басманова в фильме «Царь Иван Грозный» обрёл культовый статус в социальных сетях в конце 2010-х годов, а у самого актёра появилось большое количество новых поклонников.
Обладая выразительным голосом, с конца 1980-х годов участвовал в постановках радиотеатра и озвучил большое количество аудиокниг.
Роли в антрепризных спектаклях, сыгранные Писаренко, были положительно оценены журналистами.
Есть внебрачная дочь. В 2014 году Писаренко заключил брак с женщиной, проживающей за границей.
О смерти актёра сообщила в социальной сети его супруга. Его тело было обнаружено 22 февраля 2021 года старшим сыном жены в квартире самого Дмитрия на Тверской улице в Москве. Похороны состоялись 27 февраля на кладбище «Ракитки».

## Роли в спектаклях

### Малый театр
- 1978 — «Мамуре», Ж. Сарман — Леонард, Лоран (фильм-спектакль снят в 1979 году)
- 1981 — «Фома Гордеев», М. Горький — Ежов
- 1981 — «Доходное место», А. Островский — 2-й чиновник (фильм-спектакль снят в 1981 году)
- 1982 — «Мой любимый клоун», В. Соломин — клоун Сева (фильм-спектакль снят в 1986 году)
- 1982 — «Дети Ванюшина», С. Найдёнов — Алексей
- 1983 — «Сирано де Бержерак», Э. Ростан — Кристиан
- 1984 — «Накануне», И. Тургенев — Берсенев, Шубин, Инсаров
- 1985 — «Ревизор» — Фёдор Андреевич Люлюков (фильм-спектакль снят в 1985 году)
- 1985 — «Незрелая малина», А. Бурдонский, В. Семаков — служащий в отеле
- 1986 — «Человек, который смеётся», В. Гюго — Гуинплен[13]
- 1989 — «Отец», А. Стриндберг — Доктор Эстермарк
- 1990 — «Мещанин во дворянстве», Ж.-Б. Мольер — Клеонт
- 1990 — «Дикарка», А. Островский, Н. Соловьев — Вертинский
- 1991 — «Царь Пётр и Алексей», Ф. Горенштейн — Дольберг, референт-докладчик австрийского императора Карла Седьмого
- 1991 — «Кетхен из Хайльбронна», Г. фон Клейст — Георг фон Вальдштеттен, граф
- 1992 — «Горячее сердце», А. Н. Островский — Наркис, приказчик
- 1994 — «Царь Борис» — австрийский посол Логау (фильм-спектакль снят в 1994 году)

### Московский Новый драматический театр
- 1995 — «Героическая комедия», Ф. Брукнер — Бенджамин Констан
- 1996 — «Реванш королевы, или Новеллы Маргариты Наваррской», Э. Скриб, Э. Легуве — Карл V[14]
- 1999 — «Московские истории о любви и браке», по пьесам Островского «Тушино» и «Не сошлись характерами!» — Савлуков

### Другие постановки
- 1992 — «Зангези», В. Хлебников — Зангези (Московский «Чет-Нечет-Театр» под руководством А. М. Пономарёва)
- 2001 — «Дон Кихот и Санчо Панса на острове», М. Сервантес — Дон Кихот (Театральное братство Оксаны Мысиной)[15]
- 2004 — «Одержимый», по пьесе Ф. Достоевского «Бесы» — Николай Ставрогин («Школа современной пьесы»)[16][17]
- 2005 — «Кандинских — два!», А. Строганов — Василий Кандинский (Московский «Чет-Нечет-Театр» под руководством А. М. Пономарёва)

## Фильмография

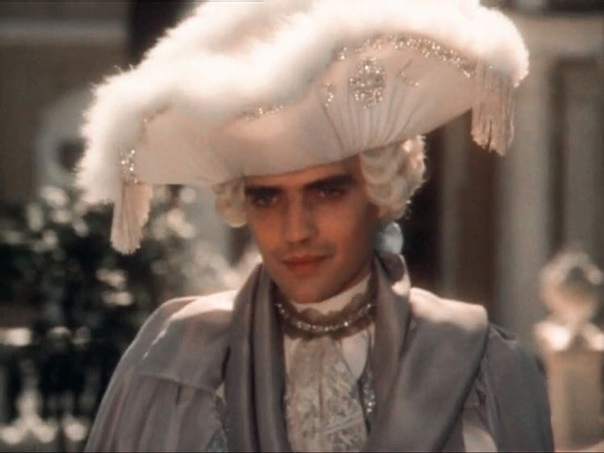
В роли Ивана Шувалова в фильме «Михайло Ломоносов» (1986)

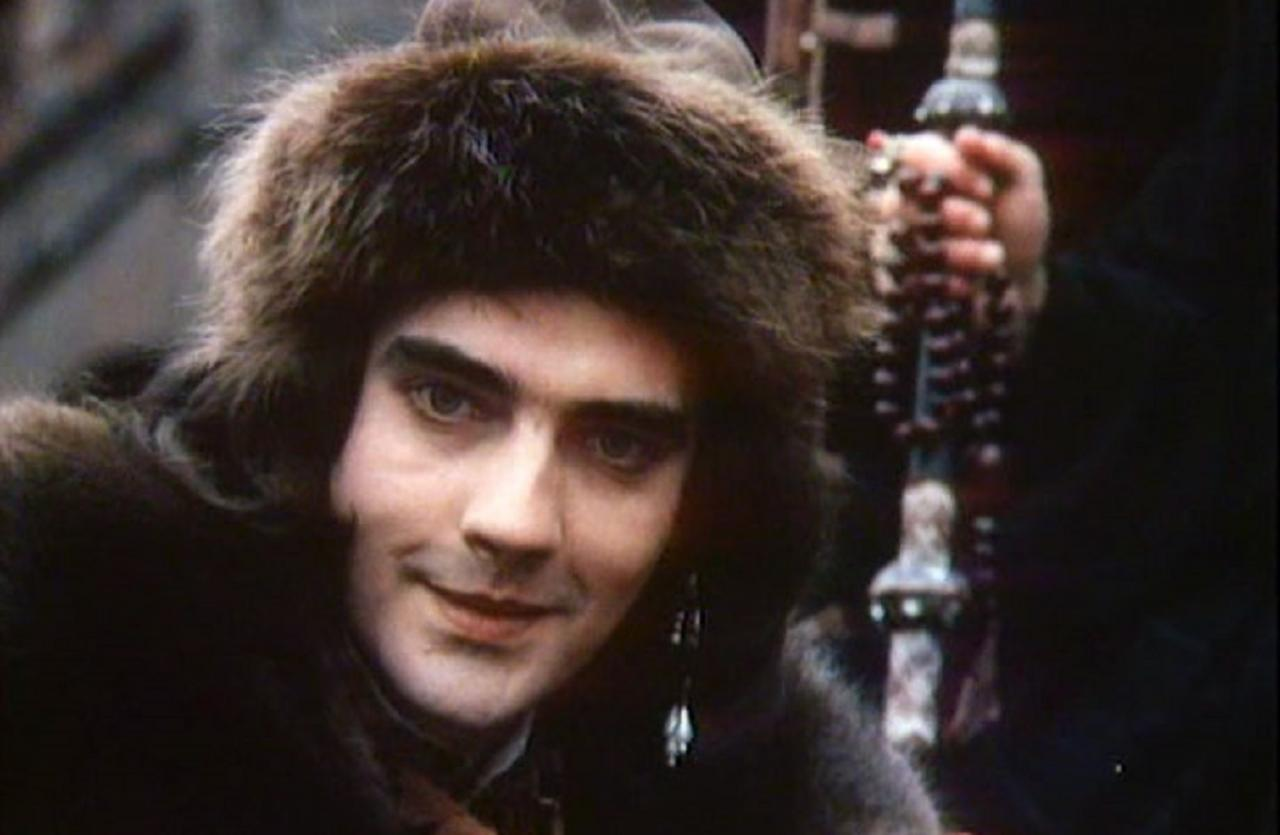
В роли Фёдора Басманова в фильме «Царь Иван Грозный» (1991)

- 1981 — Оленья охота — Манфред Рогас
- 1983 — Цена возврата — Николай, подпольщик-радист
- 1984 — Берег его жизни — Отто Финш, немецкий этнолог
- 1985 — Господин Великий Новгород — младший сержант
- 1986 — Михайло Ломоносов — Иван Иванович Шувалов, президент Академии
- 1986 — Лермонтов
- 1986 — Соучастие в убийстве — Уоллес Ли
- 1988 — Прошедшее вернуть — поручик Аполлон Сергеевич Воронов
- 1989 — Лёгкие шаги — пекарь
- 1991 — Дело Сухово-Кобылина — Радзивилл, студент (нет в титрах)
- 1991 — Призраки зелёной комнаты — Джулиан Нэпье / Роберт Пик
- 1991 — Царь Иван Грозный — Фёдор Басманов, опричник
- 1992 — Байрон, баллада для демона — польский офицер
- 1992 — Золото — кардинал Орсини
- 1993 — Умирает душа — Александр
- 2002 — Удар Лотоса 2: Сладкая горечь полыни — бездомный
- 2008 — Прозрение (короткометражный) — алкоголик